# 1267
1267 (MCCLXVII) a fost un an obișnuit al calendarului gregorian.

## Evenimente
- 16 februarie: Convenția de la Badajoz, între regele Alfonso al III-lea al Portugaliei și Alfonso al X-lea al Castiliei, stabilind hotarele între cele două regate și recunoscând stapânirea Portugaliei asupra Algarvei.
- 12 aprilie: Guy de Montfort și francezii pătrund în Florența.
- 27 mai: Tratatul de la Viterbo; împăratul Balduin al II-lea de Constantinopol oferă Principatul Ahaiei lui Carol de Anjou, în schimbul sprijinului pentru restaurarea Imperiului latin de Constantinopol.
- 11 iunie: Filip I de Savoia devine conte palatin de Burgundia.
- 1 august: Carol de Anjou își face intrarea în Florența.
- 25 septembrie: Tratatul de la Montgomery: Llewelyn al II-lea este recunoscut ca prinț al galezilor de către regele Henric al III-lea al Angliei.
- 24-25 decembrie: Revenirea guelfilor la Florența, cu sprijinul cavalerilor francezi; exilarea ghibelinilor la Forli.

### Nedatate
- Este construită "Marea Capitală" din Khanbalik (astăzi, la nord-vest de Beijing) din ordinul lui Kublai-han.
- Fondarea orașului Ostrava, în Cehia.
- Începe competiția pentru Imperiul romano-german dintre Richard de Cornwall și Alfonso al X-lea al Castiliei.
- Încheierea celui de „al doilea război al baronilor", prin semnarea păcii între baronii rebeli și regele Henric al III-lea al Angliei.
- Întemeierea primului stat musulman din Indonezia, Samudra Pasai.
- Prima mențiune documentară a orașului Mediaș.
- Tentativă a creștinilor din Spania de a ataca Marocul, încheiată prin respingerea lor de către conducătorii Marinizi.

## Arte, științe, literatură și filozofie
- Albert cel Mare predă la Strasbourg.
- Reamenajarea mormintelor regale de la Saint Denis.

## Nașteri
- 10 august: Iacob al II-lea, viitor rege al Aragonului (d. 1327)
- Giotto di Bondone, pictor și arhitect italian (d. 1337)

## Decese
- 26 noiembrie: Silvestro Guzzolini, abate italian (n. 1177)
- Abu Chama, cronicar din Damasc (n. 1203)
- Hugh al II-lea, rege al Ciprului (n. 1253)
- Lars, arhiepiscop de Uppsala (n. ?)